# Matohanci
Matohanci is een plaats in de gemeente Kanfanar in de Kroatische provincie Istrië. De plaats telt 69 inwoners (2001).